# Na-maka-o-kaha'i
Na-maka-o-kaha'i var i Oceaniens mytologi på Hawaii Pelès storasyster, dotter till den kvinnliga anden Haumea (Hina), som i sin tur har jordmodern och himmelsfadern till föräldrar.
Na-maka-o-kaha'i jagade systern till Hawaii efter att Pelè förfört hennes man.